# Sommerschafweide auf dem Wachtbühl
Die Sommerschafweide auf dem Wachtbühl ist ein vom Landratsamt Tuttlingen am 11. Januar 1944 durch Verordnung ausgewiesenes Landschaftsschutzgebiet auf dem Gebiet der Gemeinde Königsheim. Das Gebiet liegt im Naturraum Hohe Schwabenalb und im Naturpark Obere Donau.

## Lage
Das etwa 15,5 Hektar große Landschaftsschutzgebiet liegt etwa 800 Meter südwestlich des Königsheimer Ortskerns im Gewann Wachtbühl. Es gehört zum Naturraum Hohe Schwabenalb.

## Landschaftscharakter
Beim Wachtbühl handelt es sich um eine heute weitgehend bewaldete Erhebung mit zwei Kuppen. Umgeben ist das Gebiet von einer arten- und strukturreichen Wiesenlandschaft. Am südlichen Waldrand befinden sich noch wenige Relikte der früheren Magerrasen-Vegetation.